# Volodymyr Lisovets
Volodymyr Lisovets (en ucraniano: Володимир Лісовець; 30 de mayo de 2004) es un deportista ucraniano que compite en natación. Ganó una medalla de bronce en el Campeonato Europeo de Natación de 2024, en la prueba de 4 × 100 m estilos.

## Palmarés internacional
| Campeonato Europeo | Campeonato Europeo | Campeonato Europeo | Campeonato Europeo |
| Año                | Lugar              | Medalla            | Prueba             |
| ------------------ | ------------------ | ------------------ | ------------------ |
| 2024               | Belgrado (Serbia)  | Medalla de bronce  | 4 × 100 m estilos  |